# Zygophylax tottoni
Zygophylax tottoni är en nässeldjursart som beskrevs av Rees och Vervoort 1987. Zygophylax tottoni ingår i släktet Zygophylax och familjen Lafoeidae. Inga underarter finns listade i Catalogue of Life.